# Joachim Halupczok
Joachim Halupczok (Niwki, Opole, 3 de juny de 1968 - Opole, 5 de febrer de 1994) va ser un ciclista polonès, que fou professional entre 1990 i 1992.
Com a amateur va guanyar la medalla de plata en la prova de Contrarellotge per equips als Jocs Olímpics de 1988. L'any següent es proclamà Campió del món en ruta amateur.
Els motius de la seva mort són objecte de controvèrsia. Com en altres morts de joves ciclistes es plantegen sospites de dopatge.

## Palmarès
- 1988
  -  Medalla de plata als Jocs Olímpics de Seül a la prova de Contrarellotge per equips, amb Andrzej Sypytkowski, Zenon Jaskuła i Marek Lesniewski
- 1989
  -  Campió del món en ruta amateur
  -  Campió de Polònia en ruta
  -  Campionat de Polònia en contrarellotge
  - 1r al Gran Premi della Liberazione
  - 1r a la Volta a Renània-Palatinat

### Resultats al Giro d'Itàlia
- 1990. Abandona (16a etapa)

### Resultats a la Volta a Espanya
- 1992. 64è de la classificació general